# 下巴迪布
下巴迪布是西非國家甘比亞北岸區轄下的6個縣之一。根據2013年甘比亞官方所做的人口普查結果顯示，居住於下巴迪布的總人口數有18030人。